# Mariä Empfängnis (Siegsdorf)

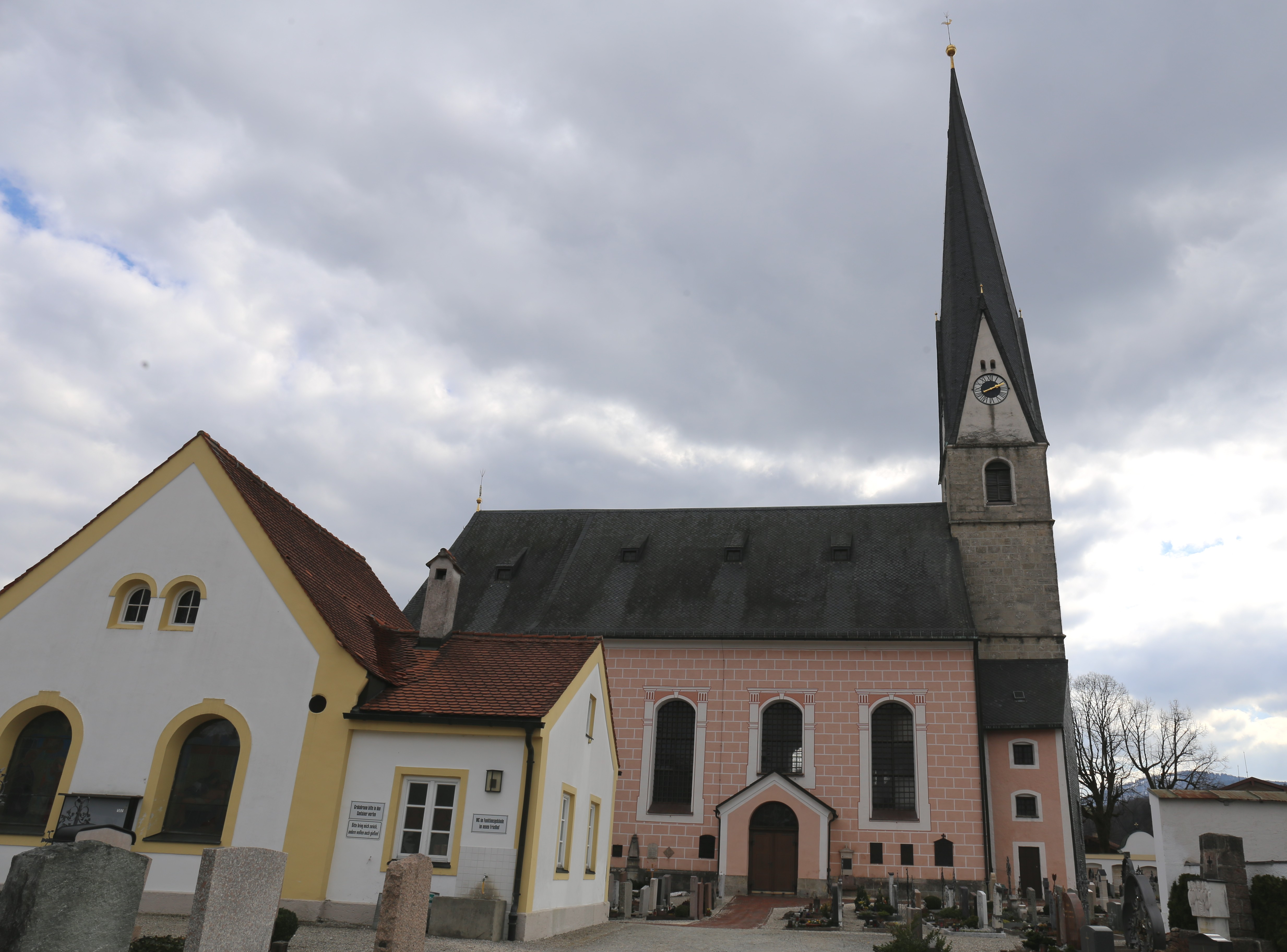
Mariä Empfängnis in Siegsdorf

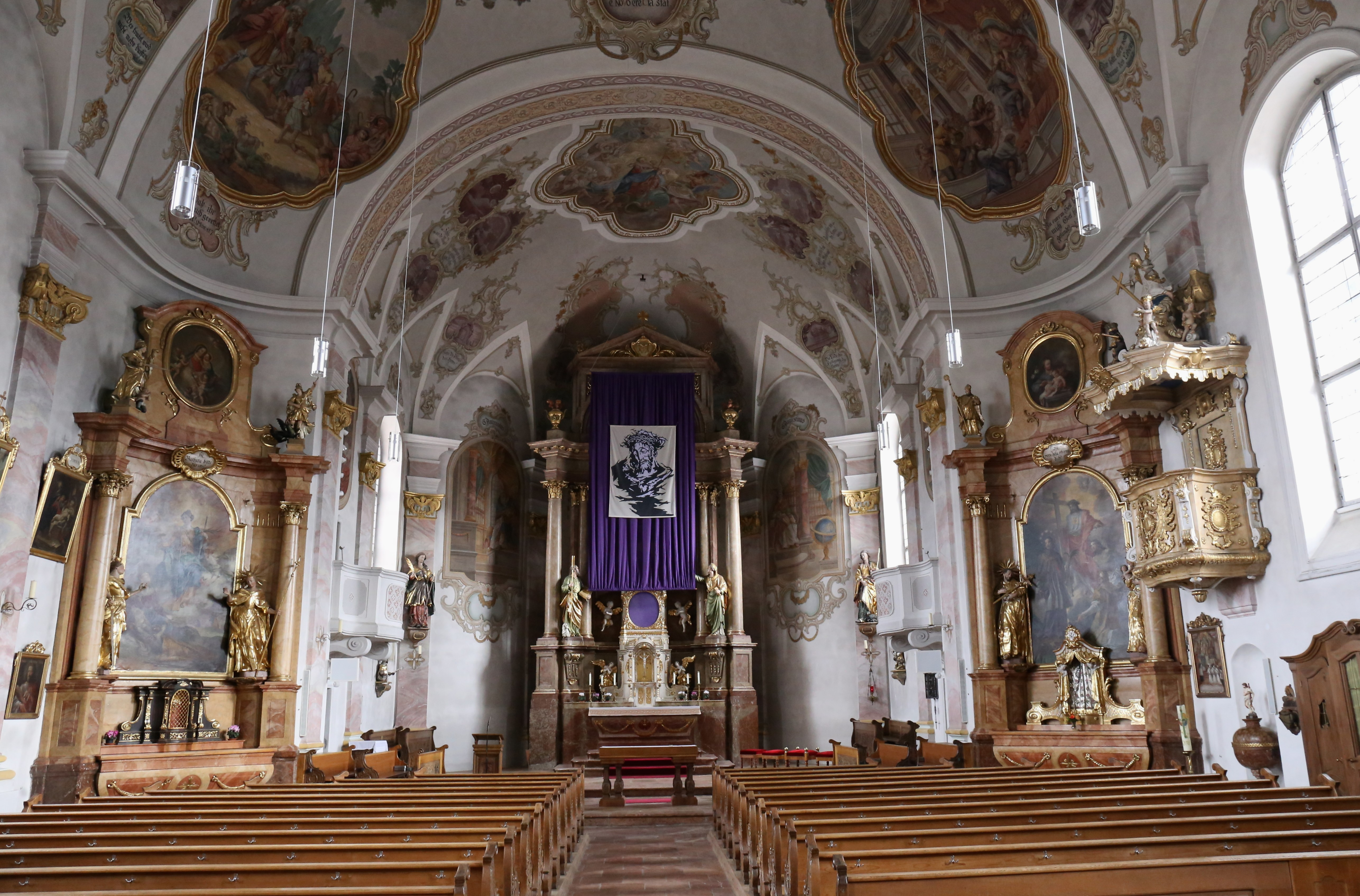
Innenraum

Die römisch-katholische Pfarrkirche Mariä Empfängnis steht in Siegsdorf, einer Gemeinde im oberbayerischen Landkreis Traunstein. Sie ist in der Liste der Baudenkmäler in Siegsdorf als Baudenkmal unter der Nr. D-1-89-145-4 eingetragen. Die Kirche gehört zum Dekanat Traunstein im Erzbistum München und Freising.

## Beschreibung
Die barocke Saalkirche wurde in den Jahren 1779 bis 1781 nach Plänen des Traunsteiner Stadtmaurermeisters Plazidus Nizinger erbaut. Sie besteht aus dem Langhaus zu drei Jochen, dem eingezogenen Chor mit halbrunder Apsis im Osten und dem vom spätgotischen Vorgängerbau stammenden Kirchturm im Westen des Kirchenschiffs. Beidseitig des Langhauses befinden sich Vorbauten, im Norden eine Kapelle, im Süden eine Sakristei.
Der Innenraum ist mit einem Stichkappengewölbe überspannt. Im Westen des Langhauses befindet sich eine dreistöckige Empore mit Oratorien.

## Orgel

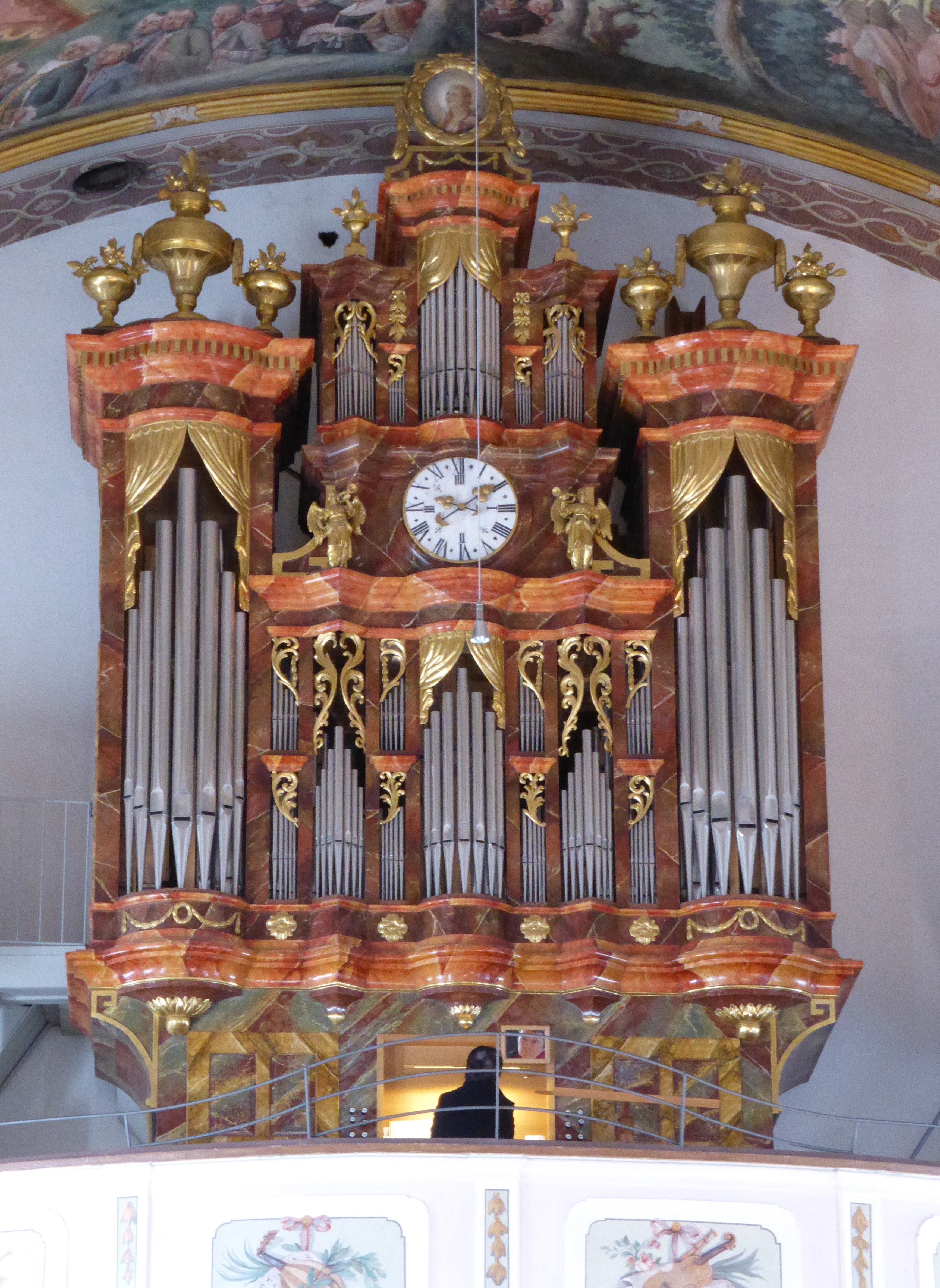
Orgel

Die ursprüngliche Orgel mit dem markanten Prospekt schuf 1825 Paul Hörmüller aus Landsberg. Das Werk wurde 1855 von Balthasar Pröbstl umgebaut und 1859 repariert. Größere Eingriffe in die Orgel folgten 1932 durch Nenninger und 1953 durch einen Neubau von Balthasar Glockner. In Folge war das Gehäuse nur mehr fragmentarisch und statisch unsicher erhalten. Das Werk war zuletzt kaum noch spielbar. Daher baute 2011 Alois Linder ein neues rein mechanisches Schleifladen-Werk in das rekonstruierte Gehäuse ein, welches jetzt 21 klingende Register auf zwei Manualen und Pedal umfasst. Die Disposition, die sich an dem Pröbstl-Fundus orientiert lautet:
| I Hauptwerk C–g3 |        |
| Bordun           | 16′    |
| Principal        | 8′     |
| Biffaro          | 8′     |
| Hohlflöte        | 8′     |
| Gamba            | 8′     |
| Octave           | 4′     |
| Spitzflöte       | 4′     |
| Quint            | 2 ⁄3′  |
| Superoctave      | 2′     |
| Terz             | 1 3⁄5′ |
| Mixtur IV        | 2′     |
| Trompete         | 8′     |
| Tremulant        |        |

| II Oberwerk C–g3 |       |
| Copel            | 8′    |
| Salicional       | 8′    |
| Flauto amabile   | 8′    |
| Principal        | 4′    |
| Flöte            | 4′    |
| Octave           | 2′    |
| Quint            | 1 ⁄3′ |
| Mixtur III       | 1 ⁄3′ |

| Pedal C–f1 |     |
| Contrabaß  | 16′ |
| Subbaß     | 16′ |
| Oktavbaß   | 8′  |
| Gedecktbaß | 8′  |
| Choralbaß  | 4′  |

- Koppeln: II/I, I/P, II/P